# Política social de la Unió Europea

Bandera de la Unió Europea

La política social de la Unió Europea o política social comunitària pot caracteritzar-se com el cabal comunitari de les Comunitats Europees que s'ocupa de regular aspectes materials i formals de les relacions laborals i l'ocupació, tant a l'interior dels seus Estats membres com a la seva dimensió transnacional, incidint en el seu funcionament i en les seves conseqüències, sense pretensió actual de totalitat i amb una orientació de progrés. Amb el transcurs del temps la política social comunitària ha perdut bona part de la seva subordinació a la política econòmica, guanyant una certa autonomia que encara no s'ha forjat del tot. Constitueix un complex sistema jurídic que no assoleix les cotes de perfecció tècnica que serien desitjables, però no pot afirmar-se que aquests defectes siguin exclusius d'aquest sector del camp comunitari.

## Història
Amb el Llibre Blanc que va portar la signatura de l'Acta Única Europea al febrer de 1986, l'ocupació es converteix en un primer element de preocupació per a la Comissió Europea. A través d'aquest document, es van identificar els factors de desocupació a Europa. L'Acta Única va obrir el camí per al Tractat de Maastricht, signat el 1992. L'objectiu del mercat interior, vincula estretament l'Acta Única com essencial per a la cohesió econòmica i social.
Al Consell Europeu d'Essen (desembre de 1994), es van establir dos principis: la recerca d'una estratègia europea[d'ocupació i la fixació de prioritats indicatives al costat d'un pla d'acció per a l'ocupació. Aquesta «estratègia» d'Essen, després, va ser desenvolupada pels Consells Europeus de Madrid (1995) i Dublín (1996).
Fins a 1997, la major part de la política d'ocupació de la Unió Europea es va recolzar, de fet, a través de la política dels Fons Estructurals. Així, l'UE compta amb cinc fons estructurals, on l'impacte sobre l'ocupació és més o menys directe. En particular, en aquest cas: el Fons de Desenvolupament Regional Europeu (FEDER), el Fons Europeu d'Orientació i Garantia Agrícola (FEOGA), Fons Europeu per la Pesca (IFOP) i el Fons de cohesió. Tanmateix, el Fons Social Europeu (FSE) és, dels cinc fons, l'únic que s'han establert per lluitar contra la desocupació. Creat el 1958, el Fons Social Europeu, té per objecte promoure les facilitats d'ocupació i la mobilitat geogràfica i professional dels treballadors així com facilitar la seva adaptació a les transformacions industrials i als canvis en els sistemes de producció, incloent la formació i la reconversió professional.
El Tractat d'Amsterdam, signat el 1997, va marcar un canvi profund en l'enfocament comunitari a les qüestions d'ocupació i desocupació. Per primera vegada, se'ls dona la mateixa importància que a altres aspectes econòmics de la Unió: un títol dedicat exclusivament a l'ocupació s'incorpora en el Tractat.
A la cimera extraordinari sobre l'ocupació al novembre de 1997 realitzada a Luxemburg es van presentar els lineaments del Tractat d'Amsterdam, en l'Estratègia Europea d'Ocupació (EEE). Es va encoratjar als Estats membres per reclassificar les seves polítiques existents dintre dels quatre pilars de l'Estratègia Europea d'Ocupació: foment de l'ocupació, el desenvolupament de la iniciativa empresarial, el foment de l'adaptabilitat de les empreses i els seus treballadors i l'enfortiment de les polítiques d'igualtat d'oportunitats.

## Objectius
Principalment recolza la cooperació sociopolítica entre els Estats membres i, en algunes zones, l'establiment de normes mínimes en particular respecte dels drets dels treballadors. En aquest cas, la responsabilitat primordial és dels Estats membres en aquest àmbit i la diversitat de la voluntat nacional sempre tenen en compte els sistemes socials. Existeixen estretes relacions amb la política d'ocupació i la política d'igualtat de gènere, que pot considerar-se fins a cert punt com a part de les àrees de política social.
La política social de la Unió Europea inclou els següents objectius: 
- l'augment de l'ocupació, la qualitat i les condicions de treball, la mobilitat laboral, la informació i consulta dels treballadors;
- la lluita contra la pobresa i l'exclusió social;
- la lluita contra la discriminació, la promoció de la igualtat entre homes i dones;
- la modernització dels sistemes de protecció social.

Les línies generals d'aquesta política estan exposades en una "«agenda social»". El Fons Europeu d'Adaptació a la Globalització, creat l'any 2006, és una de les seves eines.